# Lasioglossum busckiellum
Lasioglossum busckiellum là một loài Hymenoptera trong họ Halictidae. Loài này được Cockerell mô tả khoa học năm 1915.